# Type 73 (trattore)
Il trattore d'artiglieria giapponese Hitachi Type 73 è stato messo in servizio negli anni settanta dalle forze armate giapponesi, in sostituzione degli americani M4 e M8, veicoli che offrivano buone prestazioni, ma che a un certo punto venne deciso di sostituire, se non altro per l'età ragguardevole. Il Type 73 non è stato però prodotto in quantità elevate, perché gli autocarri medi e i semoventi hanno reso poco necessari i cingolati per l'artiglieria.
Si tratta di un mezzo compatto, con un comparto per il trasporto munizioni protetto, a differenza del resto del veicolo, la cui unica altra protezione è data dallo scudetto protettivo per la mitragliatrice M2 HB da 12,7 sul tetto.